# Stockholms Bysättningshäkte

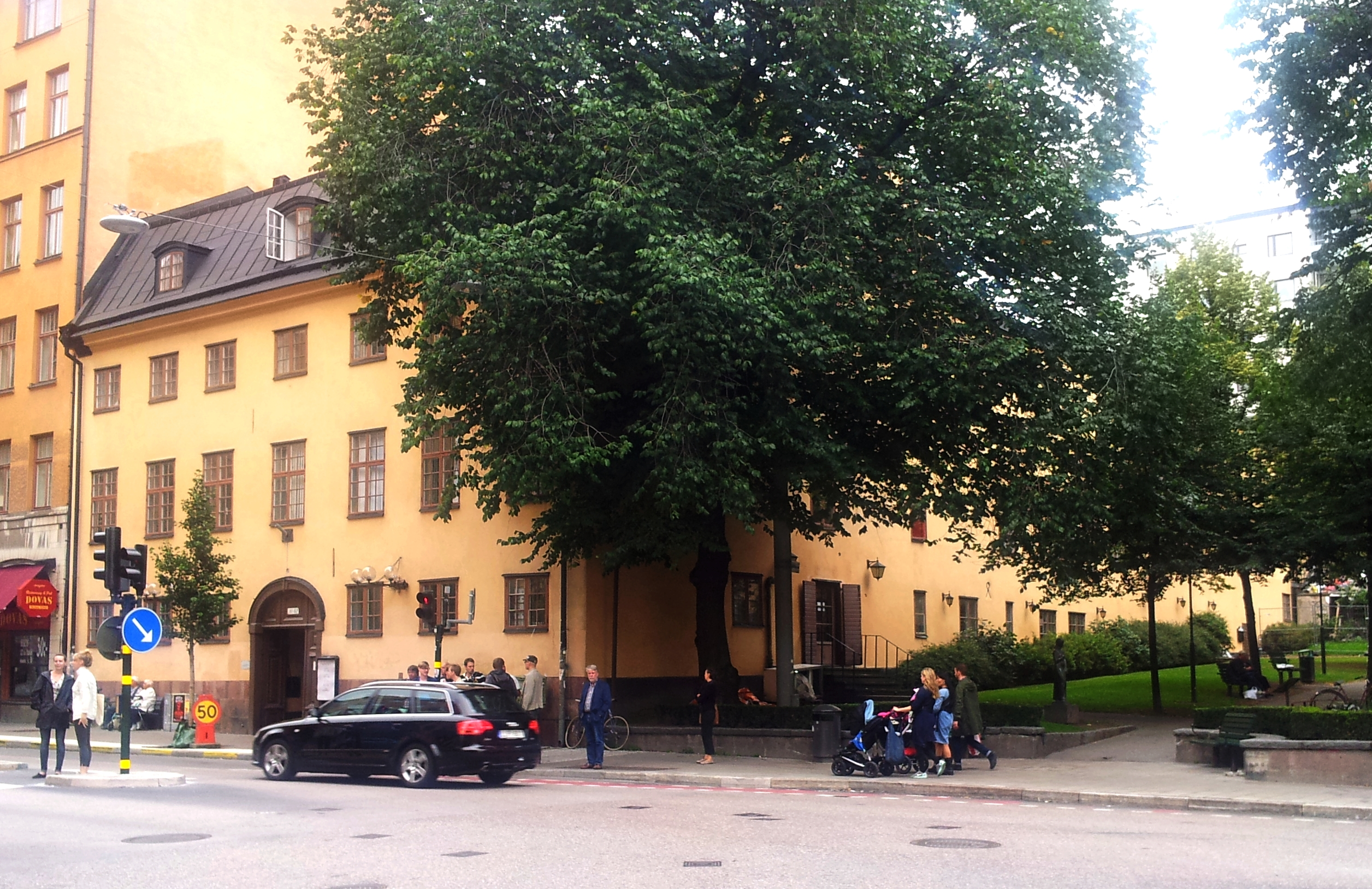
Bysättningshäktet, Bysis, vid Hornsgatan.

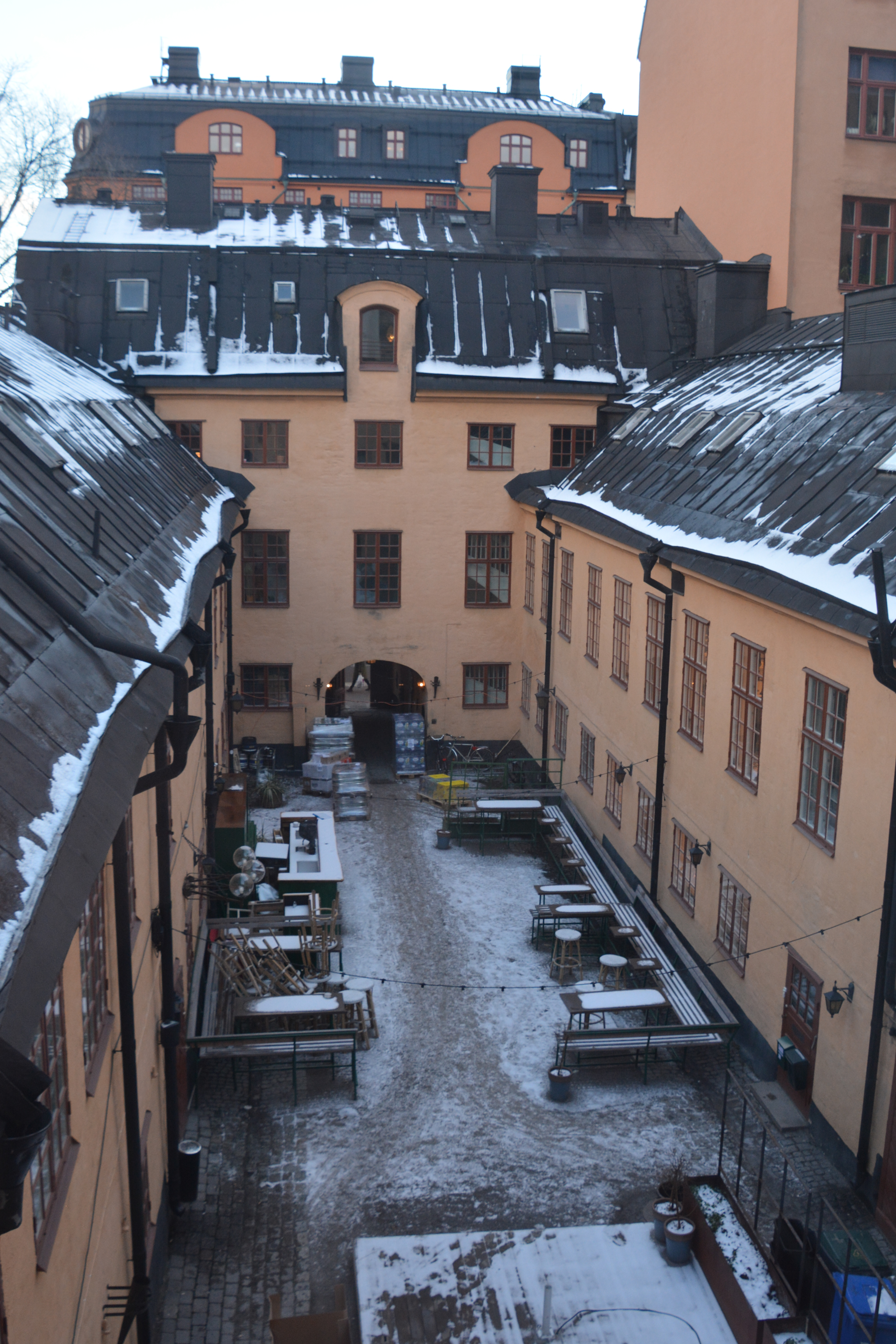
Bysis gårdssida.

Stockholms Bysättningshäkte, Bysättningshäktet eller Gäldstuguhäktet, i vardagstal Bysis, är en byggnad på Hornsgatan 82 (tidigare 74) i Stockholm. 

## Historik
Bysättningshäktet var Stockholms gäldstuga åren 1782–1872. På en gäldstuga satt personer som var dömda till bysättning, det vill säga personer som hade svårigheter att betala skulder.
Under hela 1900-talet har byggnaden varit känd som krog, och är som sådan en av Stockholms äldsta.
Byggnaden är blåklassad av Stockholms stadsmuseum vilket innebär att det kulturhistoriska värdet anses motsvara fordringarna för byggnadsminne.